# Lista de regiões da China

Noroeste da China
Norte da China
Nordeste da China
China Oriental
Centro-Sul da China
Sudoeste da China

Esta é uma lista das 31 divisões de nível provincial da República Popular da China, agrupados por suas antigas áreas administrativas de 1949-1952, que agora são conhecidas como "regiões tradicionais".

## China Oriental
- Anhui
- Jiangsu
- Jiangxi
- Xantum
- Chequião

China Oriental. A área em amarelo é administrada pela República Popular da China. A área em verde cobre Taiuã e outras ilhas, reclamada pela República Popular da China e administrada pela República da China.

- Xangai (município controlado-direto)
- além da parte ocidental de Fuquiém

Área : 795,837 km²
População : 375,000,000 +

## Nordeste da China

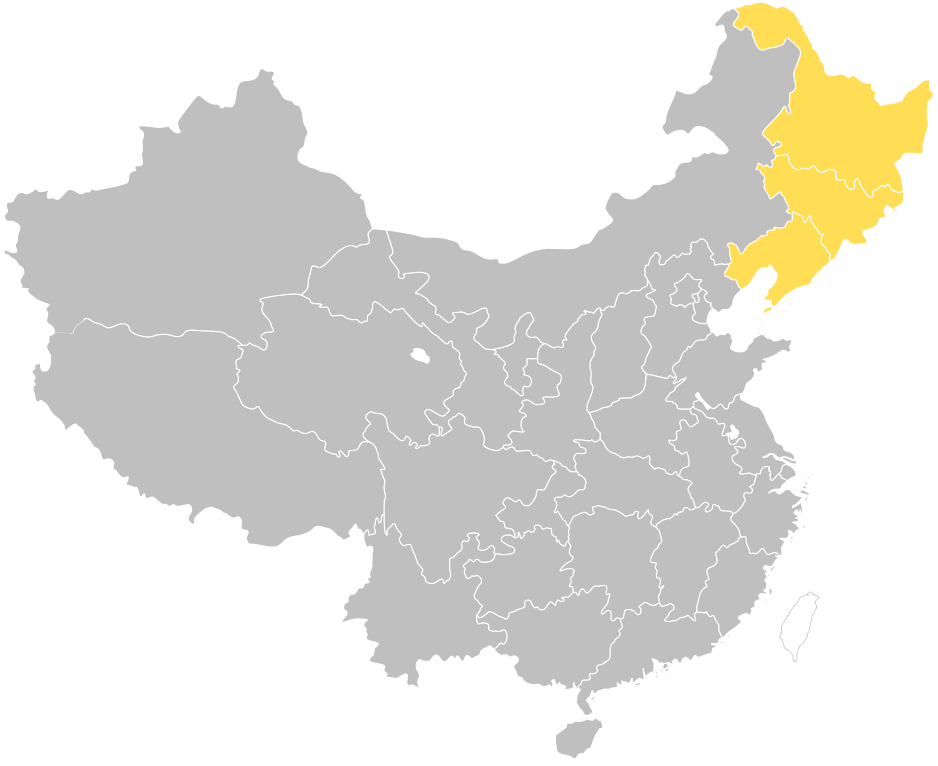
Nordeste da China.

- Heilongjiang
- Jilin
- Liaoningue

Área : 793,300 km²
População : 107,000,000 +

## Norte da China
- Hebei
- Xanxim

Norte da China.

- Mongólia Interior (região autônoma)
- Pequim (cidade autônoma)
- Tianjin (cidade autônoma)

Área : 1,556,061 km²
População : 156,000,000 +

## Centro-Sul da China

South Central China.

### China Central
- Honã
- Hubei
- Hunão

Área : 564,700 km²
População : 226,000,000 +

### Sul da China
- Cantão
- Ainão
- Quancim (região autônoma)

Área : 448,520 km²
População : 167,000,000 +

## Noroeste da China

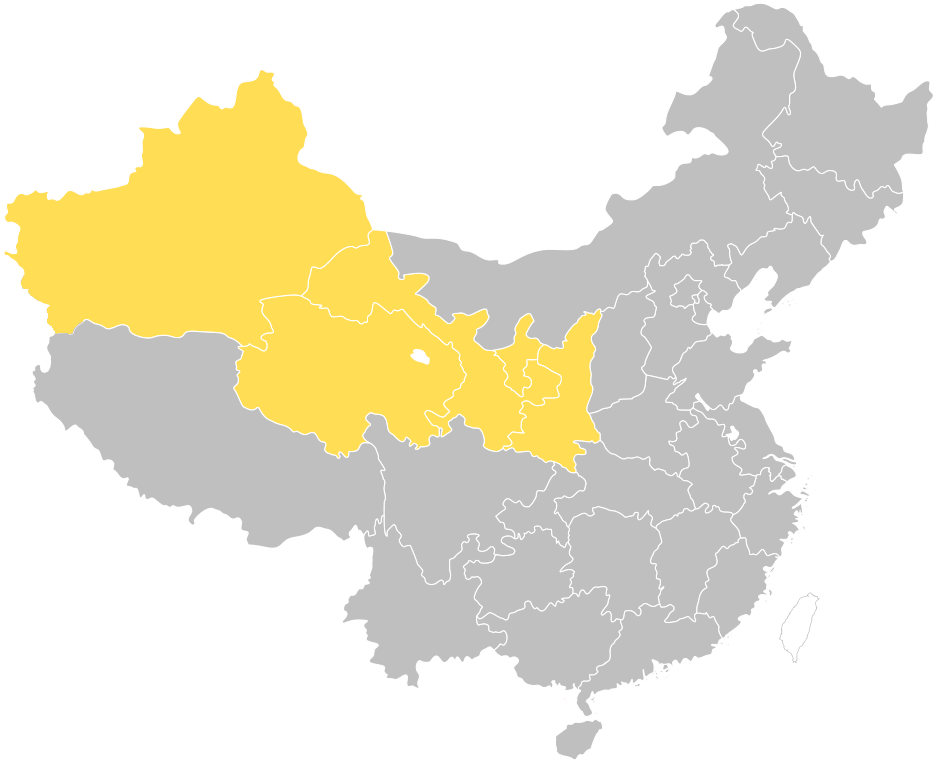
Noroeste da China.

- Gansu
- Chingai
- Xianxim
- Ninxiá (região autônoma)
- Sinquião (região autônoma)

Área : 1,612,800 km²
População : 99,000,000 +

## Sudoeste da China
- Guizhou
- Sujuão
- Iunã
- Tibete (região autônoma)

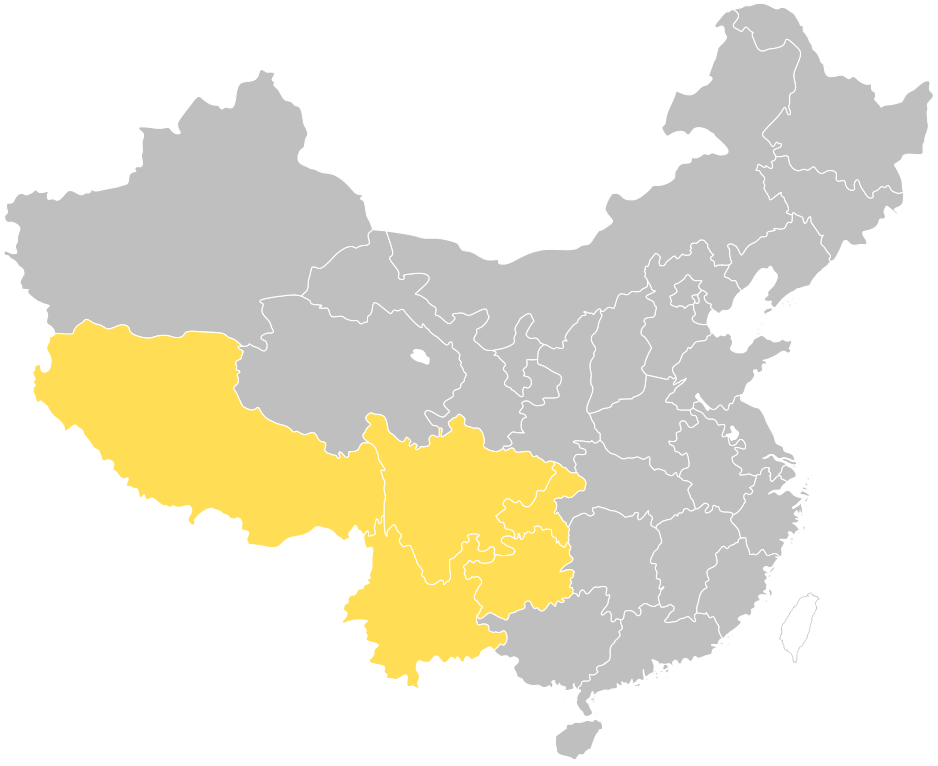
Sudoeste da China.

- Xunquim (município controlado-direto)

Área : 2,365,900 km²
População : 205,000,000 +